# B (ngôn ngữ lập trình)
B là ngôn ngữ lập trình được phát triển tại Bell Labs vào khoảng năm 1969. Nó là thành quả của Ken Thompson và Dennis Ritchie.
B có nguồn gốc từ BCPL, và tên gọi của nó là sự thu gọn từ BCPL. Đồng nghiệp Dennis Ritchie của Thompson đã suy đoán rằng tên đó có thể dựa trên Bon, một ngôn ngữ  lập trình trước đó nhưng không có liên quan, mà Thompson thiết kế để sử dụng trên Multics.
B được thiết kế cho các ứng dụng đệ quy, không bằng số, độc lập với máy tính, ví dụ như phần mềm hệ thống và ngôn ngữ.

## Lịch sử
Ban đầu Ken Thompson và sau đó là Dennis Ritchie đã phát triển B chủ yếu dựa trên ngôn ngữ BCPL mà Thompson đã dùng trong dự án Multics. Về cơ bản B là hệ thống BCPL nhưng bị lược bỏ đi những thành phần nào mà Thompson cảm thấy ông có thể làm được mà không cần để cho nó phù hợp với dung lượng bộ nhớ của các máy tính mini thời kì đó.
Hiện tại B hầu như đã tuyệt chủng và được thay thế bởi ngôn ngữ C. Tuy nhiên nó vẫn thấy được dùng (tính đến  năm 2014) trên máy tính lớn GCOS, và trên một số hệ thống nhúng nhất định (tính đến  năm 2000) vì một số lí do, bao gồm: phần cứng giới hạn trong các hệ thống nhỏ; vấn đề thư viện mở rộng, công cụ, chi phí giấy phép; và chỉ đơn giản là nó đủ tốt cho công việc khác.. AberMUD có ảnh hưởng lớn ban đầu được viết bằng B.

## Ví dụ
Ví dụ sau từ Users' Reference to B của Ken Thompson:
```
/* The following function will print a non-negative number, n, to

   the base b, where 2<=b<=10.  This routine uses the fact that

   in the ASCII character set, the digits 0 to 9 have sequential

   code values.  */

printn
(
n
,
 
b
)
 
{

        
extrn
 
putchar
;

        
auto
 
a
;

        
if
 
(
a
 
=
 
n
 
/
 
b
)
        
/* assignment, not test for equality */

                
printn
(
a
,
 
b
);
 
/* recursive */

        
putchar
(
n
 
%
 
b
 
+
 
'0'
);

}

```